# Bettina Müller
Bettina Müller (Dresde, RDA, 24 de julio de 1952) es una deportista de la RDA que compitió en piragüismo en la modalidad de aguas tranquilas. Ganó dos medallas en el Campeonato Mundial de Piragüismo, en los años 1971 y 1975.

## Palmarés internacional
| Campeonato Mundial | Campeonato Mundial    | Campeonato Mundial | Campeonato Mundial |
| Año                | Lugar                 | Medalla            | Evento             |
| ------------------ | --------------------- | ------------------ | ------------------ |
| 1971               | Belgrado (Yugoslavia) | Medalla de bronce  | K4 500 m           |
| 1975               | Belgrado (Yugoslavia) | Medalla de oro     | K4 500 m           |